# جيمس بيك
جيمس بيك (بالإنجليزية: James Peake)‏ (و. 1944 – م) هو طبيب عسكري من الولايات المتحدة الأمريكية ولد في سانت لويس، ميزوري.

## التعليم
تعلم في الأكاديمية العسكرية الأمريكية.

## جوائز
حصل على جوائز منها وسام "العمل الشجاع في الحرب الوطنية العظمى 1941-1945، ووسام الجو، وستار سيلفر، ووسام الاستحقاق.